# Tobias Thulin
Tobias Thulin (født 5. juli 1995) er en svensk håndboldspiller, der spiller for den ungarske klub SC Pick Szeged og det svenske landshold. Han har tidligere spillet for GOG Håndbold i Danmark, samt SC Magdeburg og TVB 1898 Stuttgart i Tyskland og Redbergslids IK i hjemlandet.
I 2021 vandt han EHF European League med SC Magdeburg.